# The Cabin in the Woods
The Cabin in the Woods er en amerikansk gyserfilm fra 2012. Filmen er skrevet af Joss Whedon og Drew Goddard, instrueret af Goddard, og har Kristen Connolly, Chris Hemsworth og Richard Jenkins i hovedrollerne.

## Handling
Fem college-studerende kører ud til en afsidesliggende hytte i skoven for at få en pause fra studierne. Roligt, men sikkert, begynder der at ske uforklarlige ting, de zombier, der angriber hytten, er blot begyndelsen på en række usædvanlige hændelser. I et nærliggende laboratorium holder to videnskabsmænd øje med hyttens skrækslagne beboere.

## Medvirkende
- Kristen Connolly som Dana Polk [4][5][6][7]
- Chris Hemsworth som Curt Vaughan
- Anna Hutchison som Jules Louden
- Fran Kranz som Marty Mikalski
- Jesse Williams som Holden McCrea
- Richard Jenkins som Gary Sitterson, en tekniker, der arbejder på faciliteten.
- Bradley Whitford som Steve Hadley, en tekniker, der arbejder på faciliteten.
- Brian White som Daniel Truman, en sikkerhedsvagt, der arbejder i facilitetens Control Room.
- Amy Acker som Wendy Lin, en tekniker, der arbejder i facilitetens Kemisk afdeling.
- Sigourney Weaver som direktør, lederen af faciliteten.
- Tim De Zarn som Mordokaj "Harbinger", der arbejder for faciliteten.
- Jodelle Ferland som Patience Buckner
- Matt Drake som Judas Buckner
- Dan Payne som Mathew Buckner
- Dan Shea som Fader Buckner
- Maya Massar som Moder Buckner
- Tom Lenk som Ronald, en praktikant, der arbejder på faciliteten.
- Heather Doerksen som revisor, et medlem af facilitetens Regnskabsafdelingen.
- Rukiya Bernard som laborantpige, en arbejdstager på facilitetens kemiske afdeling.